# Familienbund der Katholiken
Der Familienbund der Katholiken ist ein 1953 gegründeter Familienverband der römisch-katholischen Christen in Deutschland mit Sitz in Berlin-Mitte und gemeinnütziger eingetragener Verein. Präsident des Verbandes ist Ulrich Hoffmann, Geschäftsführer ist Matthias Dantlgraber. Die Mitglieder des Bundesverbandes sind die 25 Diözesan- und 10 Landesverbände des Familienbundes sowie 14 weitere katholische Verbände.

## Geschichte
Der Verband wurde am 8. April 1953 in Würzburg mit dem Namen Familienbund der Deutschen Katholiken gegründet. Maßgebliche Anstöße dafür gingen vom 1952 gegründeten Zentralkomitee der deutschen Katholiken (ZdK) aus. Die deutschen Bischöfe unterstützten die katholische Laienbewegung und die Bestrebungen zu einer verstärkten Kooperation in der Familienarbeit. In zahlreichen Hirtenworten und Erklärungen nahm der deutsche Episkopat Bezug auf die unmittelbare Not der Menschen nach dem Zweiten Weltkrieg und stellte sehr früh und eindeutig die Rolle der Familie für den Wiederaufbau der Gesellschaft heraus.
15./16. Oktober 1953 fand die konstituierende Sitzung des Zentralen Familienrates als oberstes Gremium des Familienbundes in Frankfurt am Main statt, auf der als erster Tagesordnungspunkt das Bundesstatut des Verbandes verabschiedet wurde. Sitz der Bundesgeschäftsstelle war zunächst München. Im Land und in den Diözesen entwickelte der Familienbund eine Vielzahl von Angeboten und Aktivitäten, wobei sich unterschiedliche Schwerpunkte und Fachkompetenzen herausbildeten, so bei Familienerholung, Familienbildung, Familienseelsorge oder Familienlastenausgleich. Mit den Diözesanfamilienräten Essen und Berlin war Ende der 1950er Jahre auch die Gründung des Familienbundes in den Diözesen abgeschlossen. Zum 1. April 1979 wurde die Bundesgeschäftsstelle des Familienbundes von München in die damalige Bundeshauptstadt Bonn verlegt. Im Sommer 1999 zog die Bundesgeschäftsstelle von Bonn nach Berlin, wo sie bis heute in Berlin-Mitte ihren Sitz hat.

## Aufgaben
Der Familienbund der Katholiken setzt sich familienpolitisch für die Stärkung und Förderung aller Familien in Deutschland ein, insbesondere auf den Feldern der finanziellen Sozialleistungen, der Betreuungsinfrastruktur für Kinder und der Zeitpolitik für Familien. Hierzu zählen auch der Schutz von Ehe und Familie und die Wahlfreiheit der Familienentwürfe sowie die Vereinbarkeit von Familie und Beruf. Der Familienbund der Katholiken unterstützt Familien sowohl auf allen Ebenen der Politik als auch innerkirchlich.

## Publikationen
Der Verband veröffentlicht seit 1954 die Verbandszeitschrift Stimme der Familie. Sie bietet aktuelle Informationen, Positionen und Perspektiven zur Familienpolitik, überwiegend durch wissenschaftliche Fachaufsätze, und informiert über das Verbandsgeschehen. Die Zeitschrift erscheint alle zwei Monate mit unterschiedlichen Themenschwerpunkten. Die Publikation kann bei der Bundesgeschäftsstelle abonniert werden.

## Ämter

### Präsidenten
- 1953–1959 Josef Hall, Augsburg
- 1959–1974 Hans Hutter, Eichstätt
- 1974–1980 Gottfried Ledroit, Mainz
- 1980–1986 Dietrich Simon, Göttingen/Marburg
- 1986–1996 Karl Fell, Wegberg
- 1996–2000 Andreas Brinkmann, Erfurt
- 2000–2014 Elisabeth Bußmann, Haltern[2]
- 2014–2018 Stefan Becker, Aachen
- 2018–0000 Ulrich Hoffmann, Weißenhorn

### Geistliche Begleiter
- 1955–1973 Martin Lohr, Augsburg
- 1974–1982 Heinrich Spoden, Augsburg
- 1982–1995 Vinzenz Platz, Bonn/Stuttgart
- 1996–2007 Norbert Glatzel, Freiburg i. Br.
- 2007–0000 Heiner Koch, Erzbischof von Berlin und Vorsitzender der Kommission XI. „Ehe und Familie“ der Deutschen Bischofskonferenz